# Regina Gerlecka
Regina Gerlecka est une joueuse d'échecs polonaise née le 2 mars 1913 et morte le 12 mars 1983. Elle fut deuxième du championnat du monde féminin en 1935.

## Biographie et carrière
Regina Gerlecka remporta les deux premiers championnats de Pologne féminins en 1935 et 1937.
En 1935, elle finit deuxième du championnat du monde féminin de Varsovie. avec 6,5 points sur 9 derrière Vera Menchik
En 1937, elle marqua 7 points sur 14 au championnat du monde féminin de Stockholm, un tournoi disputé suivant le système suisse en 14 rondes et finit à la dixième place ex æquo sur les 26 participantes.